# Związek Mężów
Związek Mężów – tajna demokratyczna organizacja spiskowa, utworzona w cyrkule rzeszowskim w Galicji wiosną 1835.
Organizacja została utworzona przez Czechów pracujących w straży pogranicznej, i złożona była głównie ze strażników granicznych. Jej twórcami byli: Jakub Fischer (komendant posterunku granicznego pod Baranowem), Vaclaw Berger i Vaclaw Štech.
Celem Związku było jak najszybsze wywołanie rewolucji, a w dalszej perspektywie zjednoczenie wszystkich Słowian i utworzenie państwa słowiańskiego (pod nazwą Sławia lub Słowiańszczyzna) ze stolicą w Pradze.
Oprócz Czechów, w spisku służyli również Polacy i Ukraińcy. Pierwszym ich zadaniem miało być zadanie zabicia dowódców jednostki straży granicznej, jednak zadanie odwołano w związku z nagłym przeniesieniem Štecha.
Związek Mężów został zdekonspirowany 18 listopada 1835 wskutek donosu jednego ze strażników. Aresztowano 26 strażników, przywódcy organizacji otrzymali długoletnie wyroku więzienia w Kufsteinie.

## Literatura
- Bolesław Łopuszański - „Stowarzyszenie Ludu Polskiego”, Wydawnictwo Literackie, Kraków 1975